# Tanums hällristningsmuseum

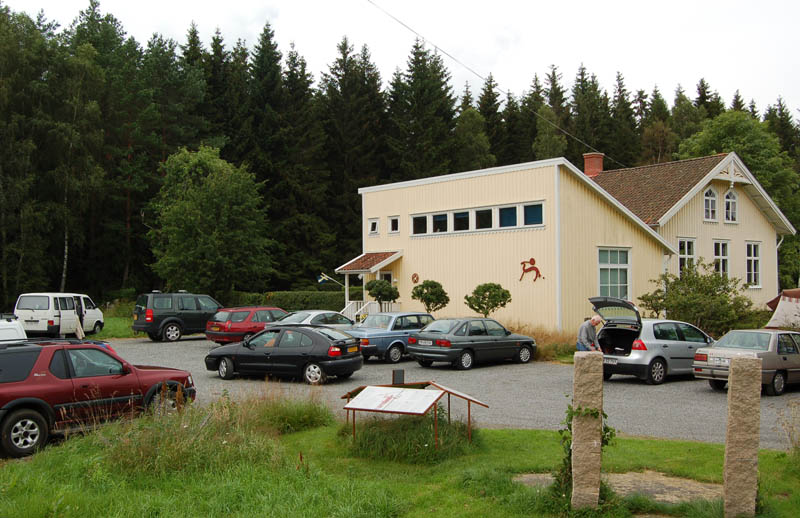
Tanums hällristningsmuseum

Tanums hällristningsmuseum (Underslös museum), är ett informations- och dokumentationscentrum för Tanums världsarvsområde. Museet registrerar och dokumenterar hällristningar och arkiverar material som rör hällristningarna. 
Tanums hällristningsmuseum är ett privat museum, som drivs av Scandinavian Society for Prehistoric Art. Det är en ideell och självständig förening med målsättningen att genom dokumentation, utställningar, kurser, utbildning i dokumentationsteknik och genom förlagsverksamhet vidga kunskapen om och främja framtida forskning och samarbete om skandinavisk förhistorisk konst.
Museets utställning ger en introduktion till forntidens ikonografi (på flera språk). Museet ordnar också kurser och guidade turer i hällristningsområdet och internationella utbildningar i fältdokumentation. Öppettider är maj till oktober, kl 10.00-17.00.
Norra Bohuslän är Sveriges hällristningstätaste område, varav Tanums socken är det allra främsta området. Hällristningarna i området dateras till bronsåldern med övervikt till den senare hälften av perioden samt början av järnåldern. Hällristningarna i området finns upptagna på FN:s världsarvslista.